# 安東·葉利扎羅夫
安東·奧列戈維奇·葉利扎羅夫（俄语：Антон Олегович Елизаров，羅馬化：Anton Olegovich Yelizarov，1981年5月1日—），呼號蓮花（Лотос），是一名俄羅斯軍人、俄羅斯私人軍事服務公司瓦格納集團指揮官。

## 生平
葉利扎羅夫於1981年5月1日出生於蘇聯羅斯托夫州。
其1998年畢業於烏里揚諾夫斯克近衛蘇沃洛夫軍事學校；2003年畢業於梁贊近衛高等空降指揮學校。其2003年起任第7近衛空中突擊師空降排長。其後他調任至格魯烏特種部隊，駐守克拉斯諾達爾邊疆區。
2014年，葉利扎羅夫因軍人公寓私有化期間的詐欺行為，被克拉斯諾達爾衛戍軍事法庭裁定侵犯財產罪成立，他被判處3年緩刑，並繳納罰款10萬盧布。作出判決後，他被軍隊革除。葉利扎羅夫反訴俄羅斯國防部，但最終敗訴，並於2016年被逐出軍人公寓。
他已婚，育有一女。

## 事蹟
葉利扎羅夫在2016年被軍隊革除後，同年加入瓦格納集團，擔任莫爾基諾第10獨立特種部隊旅的團長，其個人編號M-0136。他參與俄羅斯在敘利亞內戰的軍事介入。2016年至2019年，他在中非共和國擔任講師。2021年，他在利比亞指揮了一支攻擊機分隊。從俄羅斯入侵烏克蘭第一天起，他就參與其中。他領導瓦格納集團對索萊達爾的攻擊。
2023年8月23日，瓦格納集團首腦葉夫根尼·普里戈任死後，有報導指稱葉利扎羅夫暫掌瓦格納集團。2023年8月26日，瓦格納集團否認任命葉利扎羅夫為新領導人。瓦格納集團官方Telegram頻道表示，雖然葉利扎羅夫實際上管理集團的作戰和訓練工作，但他並未被任命為瓦格納集團首腦一職。不過在普里戈任和其他瓦格納集團高級成員在飛機墜毀事故中遇難後，葉利扎羅夫事實上成為瓦格納集團最高職級者，直至葉夫根尼·普里戈任的兒子帕維爾·普里戈任在2023年10月1日正式接管瓦格納集團為止。

### 死亡传闻
2024年7月，一些与瓦格纳集团相关的俄罗斯Telegram频道传出叶利扎罗夫同月稍早在马里东北边境廷扎瓦滕附近死于图阿雷格叛军伏击，但没有证据证实。俄罗斯战地记者鲍里斯·罗任（Boris Rozhin）则称叶利扎罗夫在战斗中被俘后已作为人质交换回来。目前尚无可靠来源揭示叶利扎罗夫的处境。

## 榮譽
根據一項保密法令，他被授予俄羅斯聯邦英雄稱號。
- 俄羅斯聯邦英雄[1]
- 頓涅茨克人民共和國英雄[1]
- 盧甘斯克人民共和國英雄[1]

## 制裁
2023年2月25日，在俄羅斯入侵烏克蘭的背景下，他因作為瓦格納集團的傭兵，以及「負責協調和規劃行動、部署僱傭軍和參與俄羅斯對烏克蘭的侵略戰爭 」被列入歐盟製裁名單。出於類似原因，他受到瑞士、烏克蘭、日本和紐西蘭的制裁。